# The Eagle's Eye
The Eagle's Eye er en amerikansk stumfilm fra 1918 af George Lessey, Wellington A. Playter, Leopold Wharton og Theodore Wharton.

## Medvirkende
- King Baggot som Harrison Grant
- Marguerite Snow som Dixie Mason
- William Bailey som Heinrich von Lertz
- Florence Short som Augusta Stephan
- Bertram Marburgh som Johann von Bernstorff